# 掀開後車廂
《掀開後車廂》是自然捲的第三張單曲，於2007年5月22日發行。
此張單曲的概念是第三張專輯發行之，奇哥便拿一把吉他走天下，到處巡迴演唱，而此張單曲正是其到處巡迴演唱的標記。

## 曲目
1. 掀開後車廂
  - 作詞／作曲：奇哥
2. Autobahn 
  - 純音樂
3. 十字路口
  - 作詞／作曲：未知